# Тонкоклювый виреон
Тонкоклювый виреон (лат. Vireo philadelphicus) — вид воробьинообразных птиц из семейства виреоновых. Видовое название присвоено в честь города Филадельфия. При этом птицы могут попасть в упомянутый город разве что во время миграции.

## Распространение
Размножаются в смешанных лесах Канады, мигрируют в Мексику и Центральную Америку. Очень редко фиксируются залёты в Западную Европу.

## Описание
Длина тела 110—130 мм, масса 12 г. Размах крыльев 200 мм. Взрослые особи оливково-коричневые сверху, жёлтые снизу. Через глаз проходит тёмная линия, а прямо над ним имеется полоска белого цвета. Ноги голубовато-серые, клюв крепкий.

## Биология
Питаются насекомыми, а также, особенно перед миграцией, ягодами. В кладке 3-5 белых, слегка пятнистых яиц. Оба родителя насиживают их до 14 дней.
МСОП присвоил виду охранный статус LC.